# Gymnogramma elegantissima
Gymnogramma elegantissima là một loài dương xỉ trong họ Pteridaceae. Loài này được W. Bull mô tả khoa học đầu tiên năm 1889.
Danh pháp khoa học của loài này chưa được làm sáng tỏ. 